# Crocus 'Golden Yellow'
Crocus 'Golden Yellow' — сорт многолетних травянистых луковичных растений гибридного происхождения.
Используется в декоративном цветоводстве, как раннецветущий многолетник.
Имеет восемь хромосом происходящих от Crocus flavus и шесть хромосом Crocus angustifolius. Происхождение триплоидов 'Golden Yellow' неизвестно.

## Синонимы
По данным Royal General Bulb Growers' Association (KAVB) синонимами сорта являются:
- 'Dutch Yellow'
- 'Grote Gele'
- 'Large Yellow'
- 'Yellow Crocus'
- 'Yellow Mammoth'
- 'Yellow Mammouth'

В некоторых литературных источниках Crocus 'Golden Yellow' описывается, как синоним Crocus ×luteus 'Mammoth Yellow'.

## Биологическое описание
Высота растений до 7,5 см.
Стебель не развивается.
Листья прикорневые, линейные, охвачены снизу влагалищными чешуями.
Цветки жёлтые.
Плоды — трёхгнёздные коробочки.
Хромосомы: 2n = 14.

## В культуре
В культуре с XVII века.
Посадку производят осенью на местах освещенных прямым солнечным светом. Почва хорошо дренированная, песчаная.
Цветение в феврале — мае, в зависимости от региона.
USDA-зоны: от 3 до 9.